# Pfarrkirche Bisamberg

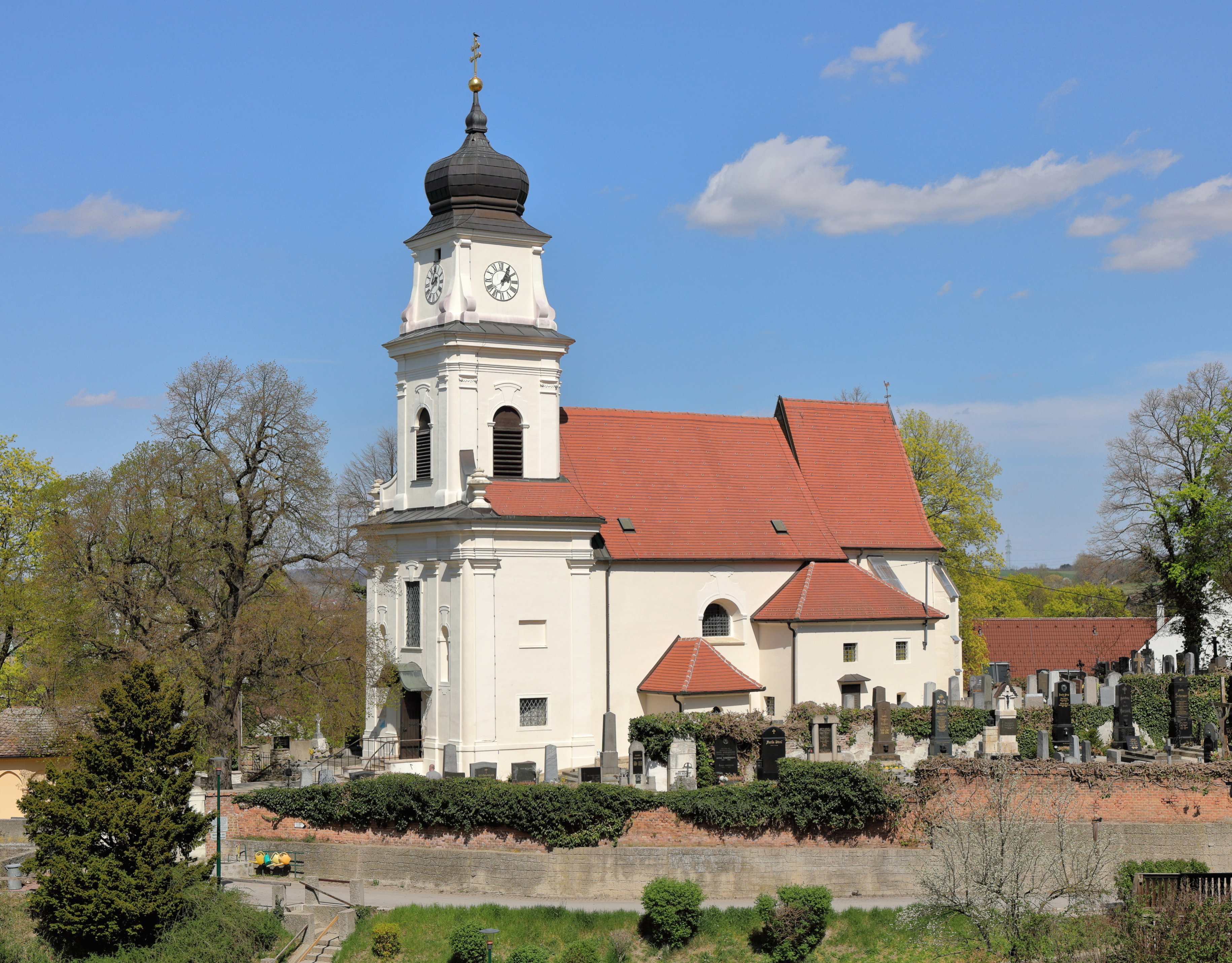
Pfarrkirche hl. Johannes der Täufer in Bisamberg

Die römisch-katholische Pfarrkirche Bisamberg steht erhöht über der Gemeinde Bisamberg im Bezirk Korneuburg in Niederösterreich. Sie ist dem heiligen Johannes der Täufer geweiht und gehört zum Dekanat Korneuburg im Vikariat Unter dem Manhartsberg der Erzdiözese Wien. Das Bauwerk steht unter Denkmalschutz.

## Lagebeschreibung
Die Kirche steht am Abhang des Bisamberges erhöht über der Ortschaft und ist von einem Friedhof umgeben.

## Geschichte
Die Pfarrkirche wurde im Jahr 1294 auf Kosten der Gemeinde und der Gutsbesitzer errichtet und auch finanziert. Bereits 1203 wird neben dem Freihof und der herrschaftlichen Burg auch eine Burgkapelle erwähnt, die den noch erhaltenen romanischen Kern der heutigen Pfarrkirche bildet. Dieser romanische Kern wurde vor 1203 gebaut und bestand aus einem 6,65 × 11,60 m großen, dreijochigen Langhaus und hatte eine Flachdecke. Im Anschluss an das Langhaus befand sich ein 4,35 m breites Chorquadrat, welches als Altarraum diente. Dieses Chorquadrat wurde später durch einen spätgotischen Chorraum mit Netzgewölbe und Spitzbogenfenster erweitert. Im 17. Jahrhundert erhielt das Langhaus ein Tonnengewölbe mit Gurten und Stichkappen. 1736 bis 1737 entstand die barocke Westfassade mit dem heutigen Kuppelturm, der mit Knauf und Kreuz gekrönt ist. Der gotische Turm wurde abgetragen. Später erfuhr die Kirche eine Erweiterung durch den Sakristeianbau. 1906 erhielt der Turm eine Uhr.

## Architektur
Kirchenäußeres
Die Kirche ist im Kern eine romanische Kirche, die barockisiert wurde. Der Chor ist spätgotisch und der im Westen stehende Turm spätbarock. Der tiefe Fassadenvorbau mit Turm wurde in den Jahren 1720 bis 1735 errichtet. Der einjochige Unterbau ist durch Riesenpilaster gegliedert. In den beiden seitlichen Achsen sind Nischen mit Mittelfenstern. Der leicht zurückspringende Kirchturm ist zwischen zwei Volutenanläufen aufgesetzt und weist rundbogige Schallfenster auf. Im Uhrengeschoß mit Volutenstützen verjüngt sich der Turm sehr stark. Darüber erhebt sich der Zwiebelhelm. Der in drei Geschoße gegliederte Turmaufbau wird durch stark vortretende Gesimse betont. Am schlicht gestalteten Langhaus sind barocke Rundbogenfenster. Südseitig ist ein Kapellenanbau aus dem 18. Jahrhundert. Nordseitig ist ein neuerer Vorbau. Der Chor vom Ende des 15. bzw. Anfang des 16. Jahrhunderts ist eingezogen und schließt in einem 5/8-Schluss. Er ist durch dreifach abgetreppte Strebepfeiler gegliedert. Der Chor ist durch zweibahnige Maßwerkfenster durchbrochen. An der Südseite schließt ein Sakristeianbau an. An der Mauer sind Inschriftengrabsteine von 1695 bzw. 1694 angebracht. Außerdem gibt es einen gotischen sowie einen barocken Wappengrabstein.
Kircheninneres
Die beiden Turmgeschoße sind durch gedrückte stichkappentonnengewölbt. Auch im dreijochigen Langhaus sind gedrückte Stichkappentonnen, die über Gurtbögen lagern. Diese wiederum ruhen auf breiten Pilastervorlagen aus dem frühen 18. Jahrhundert. Der südseitige barocke Kapellenanbau ist kreuzgratgewölbt. Der Triumphbogen ist eingezogen und barock instrumentiert. Der zweijochige Chor schließt in einem 5/8-Schluss. Über dem Chor ist Netzrippengewölbe mit Scheitelrippe und lagert auf Konsolen vom Ende des 15. bzw. Anfang des 16. Jahrhunderts. In die Mauer ist ein Wappenstein und eine spitzgiebelige Sakramentsnische eingelassen. Die Glasfenster stellen die Heiligen Joachim, Anna, Maria, Josef sowie die Taufe Christi dar. Die Fenster entstanden um 1900.

## Ausstattung
Das Hochaltarbild in einem freien und üppig gestalteten Akanthus-Rahmen zeigt die Heilige Familie. Der Rahmen wird seitlich durch schwebende Engel flankiert und einer Wappenkartusche bekrönt. Der Altar entstand um 1700. Das Tabernakel aus derselben Zeit steht auf einer Mensa aus neuerer Zeit. Die Seitenaltäre sind Wandaltäre mit Dreiecksgiebeln aus der zweiten Hälfte des 18. Jahrhunderts. Das Altarblatt auf der linken Seite zeigt Maria Immaculata. Es wurde 1821 von Johann(es) Höfel gemalt. Das rechte Altarblatt zeigt Jesus Christus und stammt aus derselben Zeit. Die Kanzel aus der zweiten Hälfte des 18. Jahrhunderts. Das Korbrelief stellt die „Weide meiner Lämmer“ dar. Der Schalldeckel ist glockenförmig. Eine Konsolfigur des heiligen Michaels stammt aus der ersten Hälfte des 18. Jahrhunderts.
In der Kirche ist außerdem ein Kruzifix aus der zweiten Hälfte des 18. Jahrhunderts. In einer Baldachinnische steht eine Statuette des Auferstandenen aus dem 18. Jahrhundert. Im Kirchenraum befinden sich außerdem Grabsteine von Anna Theresia Gräfin von Abensberg-Traun († 1771), Johann Adam Graf von Abensberg-Traun († 1786).

## Orgel
Die Orgel mit 8 Registern baute Franz Ullmann um 1850. Das Gehäuse ist im klassizistischen Stil gestaltet.

## Glocken
Eine Glocke wurde 1629 gegossen. Die zweite Glocke stammt von Franz Ulrich Scheichel aus dem Jahr 1737.

## Kalvarienberg
Die Grundherrin stiftete 1683 einen Kalvarienberg auf den Kirchhügel zur Kirche hinauf. Elf Figurengruppen aus Sandstein erinnern an die Passion Christi. Vor der Kirche steht eine Heiliggrabkapelle. In ihr befindet sich eine Christusfigur.